# Fraise blanche

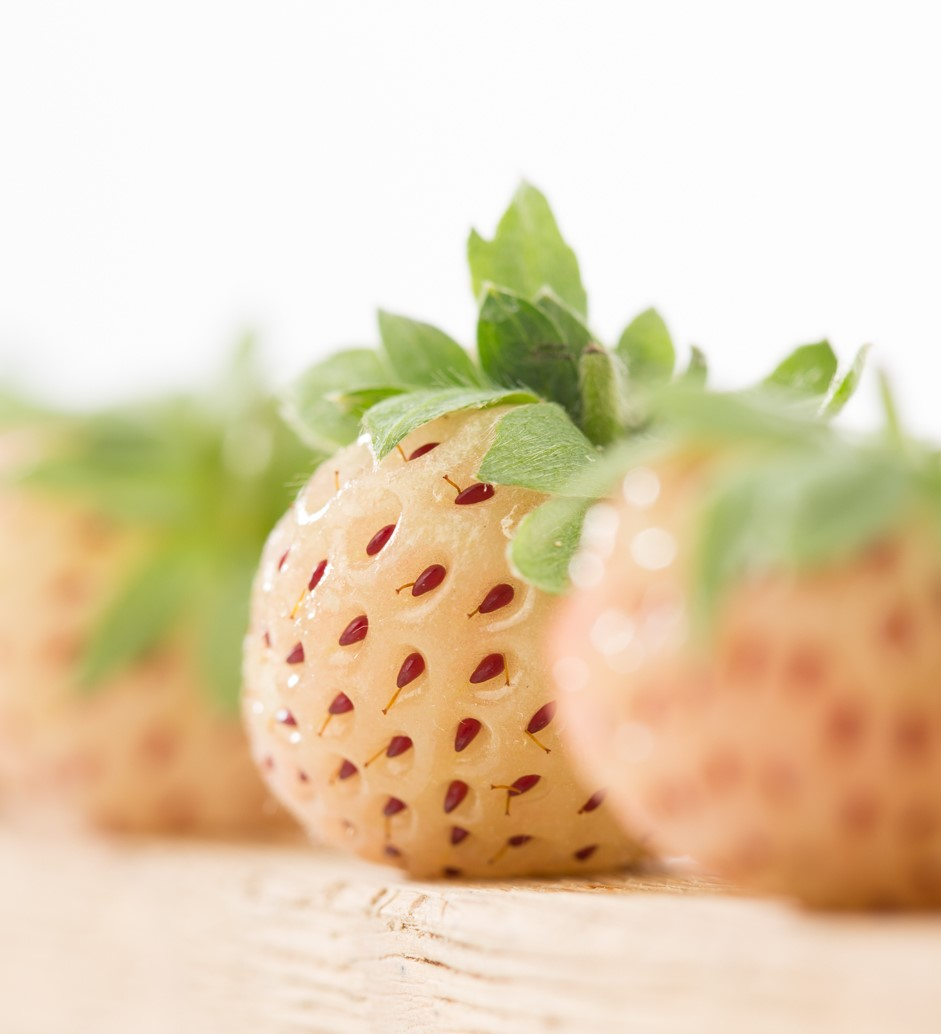
Des fraises blanches.

La fraise blanche est une fraise de couleur blanche qui possède un goût similaire à celui de l'ananas.

## Histoire
La fraise blanche est l'une des plus anciennes variétés de fraise. Charnue, sucrée, très parfumée, cette fraise à la robe couleur ivoire est originaire du Chili.
(Elle n'est pas une invention fruit de manipulation génétique)
Fragaria chiloensis: C'est une espèce de fraise sauvage dont l'aire de répartition s'étend sur la côte Pacifique de l'Amérique du Sud et du Nord mais aussi sur l'île d'Hawaï. Il s'agit ni plus, ni moins de l'une des deux espèces à l'origine de tous nos fraisiers de culture modernes.
C’est au 18ème siècle, qu’un Français au nom prédestiné, Amédée-François Frézier, ingénieur militaire, explorateur et cartographe, a pour mission d’ «observer» pour le compte du Roi de France, les fortifications espagnoles des ports du Chili et du Pérou. Au cours de son voyage son attention est attirée par un fraisier dont les fraises sont beaucoup plus grosses que celles du fraisier des bois, alors connue en Europe. 
En 1714, en botaniste passionné, il rapporte en France cinq plants (sans le savoir uniquement des plants femelles) de ce fraisier inconnu (en les arrosant quotidiennement, alors que l’eau douce était à bord des navires une denrée très précieuse).
Il donna les 4 premier pieds et garda le dernier pied qu’il planta dans le jardin de sa propriété de Plougastel. Pendant de nombreuses années ce pieds ne donnera presque rien jusqu'au jour où des fruits apparaissent.
En 1740, le botaniste et agronome Antoine Nicolas Duchesne observe qu’en l’absence de plant mâle, ces plants se sont hybridés fortuitement avec le fraisier de Virginie (fragaria virginiana) rapporté du Québec par Jacques Cartier un siècle plus tôt. 
Ce croisement spontané est à l’origine d’un nouvel hybride qui associe la saveur de Fragaria virginiana et la grosseur du fruit de Fragaria chiloensis. 
De ce croisement naturel naîtra une nouvelle espèce à l’origine de toutes les espèces modernes. Elle est baptisée Fragaria ananassa Duchesne en raison de sa saveur rappelant celle de l’ananas et du nom de son inventeur. Le fraisier des bois est alors progressivement abandonné au profit de Fragaria x ananassa qui sera cultivée de manière intensive sur la presqu’île de Plougastel à partir de 1760.
Il existe une variété industrielle nommé "fraise blanche"  (pineberry en anglais) qui est légèrement plus petite qu'une fraise classique. Elle est issue d'un croisement entre les espèces Fragaria chiloensis et Fragaria virginiana. Elles sont produites aux Pays-Bas.